# 植村家政
植村 家政（うえむら いえまさ）は、江戸時代初期の旗本。のちに大和高取藩の初代藩主。

## 来歴
天正17年（1589年）、徳川家の家臣・植村家次の長男として生まれる。慶長4年（1599年）10月19日、家督を継いで500石の旗本となり、徳川秀忠付の小姓に任じられた。慶長13年（1608年）、御徒頭に任じられ、従五位下、志摩守に叙位・任官される。慶長19年（1614年）からの大坂の陣では徳川方の斥候を務め、戦後にその功績で1000石を加増され、出羽守に遷任された。
寛永2年（1625年）、第3代将軍・徳川家光付となり、大番頭に任じられ、3500石の加増を受ける。寛永10年（1633年）4月には4000石を加増されて9000石の旗本となる。寛永17年（1640年）10月19日、1万6000石を加増されて2万5000石の大名、大和高取藩の初代藩主となった。
慶安3年（1650年）閏10月23日に死去した。享年62。跡を三男の家貞が継いだ。